# Northrop Grumman
Northrop Grumman Corporation – amerykański koncern technologiczny i obronny o globalnym zasięgu działania, powstały w wyniku przejęcia w 1994 roku przez Northrop Corporation wytwórni lotniczej Grumman Corporation, spółka publiczna, której akcje notowane są na Nowojorskiej Giełdzie Papierów Wartościowych (NYSE). Northrop Grumman jest jednym z przedsiębiorstw „wielkiej piątki” amerykańskiego przemysłu obronnego, trzecim na świecie dostawcą produktów i usług obronnych oraz największym producentem okrętów.
W 1997 roku spółka Lockheed Martin wystosowała ofertę zakupu koncernu Northrop Grumman za kwotę 11,6 mld, zaakceptowaną przez udziałowców, jednak zablokowaną rok później przez Departament Sprawiedliwości na podstawach antymonopolowych.

## Zakres działalności operacyjnej
Northrop Grumman prowadzi działalność operacyjną w zakresie technologii informacyjnych, elektroniki, astronautyki i aeronautyki oraz okrętownictwa. W ramach tej działalności, produktami koncernu są:
1. produkty wojskowe:
  - systemy zarządzania i kontroli;
  - wielkie systemy informacyjne;
  - systemy obrony antybalistycznej;
  - zaawansowane systemy radarowe;
  - bezzałogowe aparaty latające;
  - systemy wsparcia, logistyczne i treningowe;
  - systemy laserowe wysokich energii;
  - okręty z napędem jądrowym i konwencjonalnym;
  - systemy satelitarne;
2. produkty cywilne:
  - cywilne systemy informacyjne;
  - systemy satelitarne;
  - systemy informacyjne opieki zdrowotnej.

## Struktura koncernu
Northrop Grumman Corporation powstała w wyniku przejęcia przez Northrop Corporation koncernu Grumman Aerospace Corporation. Niezależnie od tego, w ramach koncernu funkcjonują:
1. Informacje i usługi:
  - Northrop Grumman Information Technology,
  - Northrop Grumman Mission Systems(inne języki),
  - Northrop Grumman Technical Services,
2. Elektronika:
  - Northrop Grumman Electronic Systems(inne języki),
3. Astronautyka i aeronautyka:
  - Northrop Grumman Integrated Systems,
  - Northrop Grumman Space Technology,
4. Okrętownictwo:
  - Northrop Grumman Newport News,
  - Northrop Grumman Shipbuilding.

## Niektóre produkty
| Elektronika                                            | Astronautyka               | Aeronautyka         | Okrętownictwo                   |
| ------------------------------------------------------ | -------------------------- | ------------------- | ------------------------------- |
|                                                        | System obserwacji STSS     | A-10 Thunderbolt II | Krążowniki DDG                  |
| Longbow Hellfire                                       |                            | Airborne Laser      | Okręty podwodne 688             |
| AN/APG-68(V)9 (radar F-16) AN/APG-80 (radar AESA F-16) | Kinetic Energy Interceptor | RQ-4 Global Hawk    | Lotniskowce o napędzie atomowym |
| AN/APG-77 (radar AESA F-22)                            |                            | B-2 Spirit          | Okręty podwodne 774             |

## Projekty
- Airlander